# Sagamore (Massachusetts)
Sagamore é um lugar designado pelo censo localizado no condado de Barnstable no estado estadounidense de Massachusetts. No Censo de 2010 tinha uma população de 3.623 habitantes e uma densidade populacional de 399,33 pessoas por km².

## Geografia
Sagamore encontra-se localizado nas coordenadas 41° 46′ 58″ N, 70° 31′ 56″ O. Segundo a Departamento do Censo dos Estados Unidos, Sagamore tem uma superfície total de 9.07 km², da qual 8.61 km² correspondem a terra firme e (5.11%) 0.46 km² é água.

## Demografia
Segundo o censo de 2010, tinha 3.623 pessoas residindo em Sagamore. A densidade populacional era de 399,33 hab./km². Dos 3.623 habitantes, Sagamore estava composto pelo 94.51% brancos, o 0.91% eram afroamericanos, o 0.44% eram amerindios, o 1.3% eram asiáticos, o 0.06% eram insulares do Pacífico, o 1.02% eram de outras raças e o 1.77% pertenciam a duas ou mais raças. Do total da população o 1.46% eram hispanos ou latinos de qualquer raça.